# Гостиница Бофорт Армс
Гостиница Бофорт Армс (англ. The Beaufort Arms Hotel) — бывшая гостиница, расположенная в Монмуте на площади Эджинкорт, датируемая началом XVIII века, и, вероятно, частично перестроенная в 1830-х годах ранневикторианским архитектором Джорджем Воном Мэддоксом. Надпись «Beaufort Arms» до сих пор размещена на каменном картизе здания. 27 июня 1952 года строение было внесено в список культурного наследия Великобритании со статусом II*; гостиница — одна из 24 достопримечательностей, внесённых в Тропу культурного наследия Монмута.

## Описание
Отель, «красивейший» дом площади, расположен в стороне от Шир Холла. В нём три с половиной этажа и пять пролётов. Позади здания расположен обширный двор с конюшнями. В 1989 году здание было преобразовано из гостиницы в жилой дом с магазинами. Интерьер подвергался значительным изменениям в процессе преобразования и только исторически значимая входная группа, с ионическими пилястрами и верхней освещенной лестницей, остались неизменными.

## История
Отель был назван в честь герцога Бофорта, которому раньше принадлежали эти земли. По словам Чарльза Хита в 1804 году, эта гостиница состояла изначально из двух небольших многоквартирных домов, лавок мясника и кукурузника, а во дворе гостиницы было пять площадок, которыми управлял господин Пай (Pye). В начале XVIII века, после того, как Пай умер и владельцем стал Джон Тиббс (John Tibbs), был разработан символ гостиницы с использованием изображения опускной решётки Бофорта. Бофорт Армс стал знаменитым после постройки Шир Холла в 1724 году. Под влиянием герцога Бофорта он приобрел в 1760 году дополнительные владения. Считается, что герцог Бофорт использовал балкон, обращённый к площади Эджинкорт, для произнесения предвыборных речей.

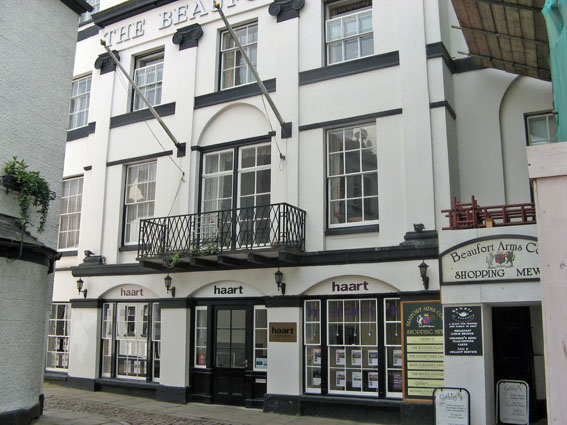

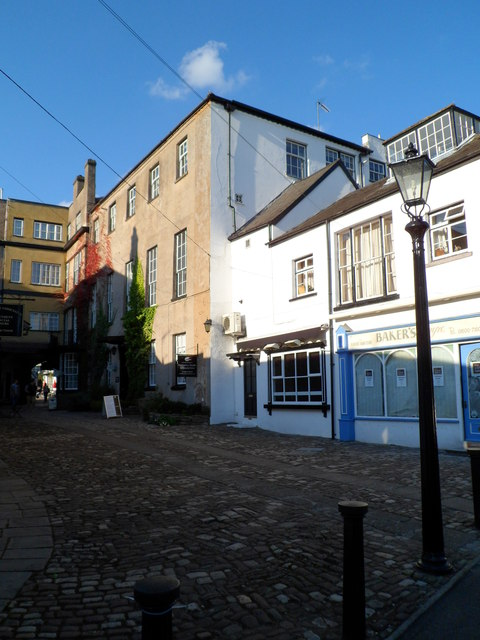

Для привлечения публики мистер Тиббс построил мост через реку Монноу и разбил Сады удовольствия (Pleasure Gardens) на полях Воксхолл. Современный мост к Касл Хилл до сих пор известен как мост Тиббса (Tibbs' Bridge). Джон Уизли посетил сады в 1784 году, и написал о «умеренной возмышенности, на вершине которой дворянство города часто проводит танцевальные вечера. Отсюда расходятся различные прогулочные пути среди цветов, один из которых ведёт вниз к реке».
Адмирал Лорд Нельсон останавливался здесь в июле 1802 года с Сэром Уильямом и леди Эммой Гамильтон, прибыв по реке Уай. После торжественного приёма в городе лорд Нельсон пообещал принять участие в обеде в его честь на обратном пути из Пембрукшира. Таким образом, 19 августа, в 4 часа, в отеле Бофорт Армс, компания села для «роскошного ужина ……, для которого был представлен Его Преосвященством герцогом Бофортом отличный козёл». Гостиница достигла своего пика в начале XIX века, когда был популярен Тур по Уай, а Нельсон своим визитом придал отелю известность. Отель стал главным постоялым двором в городе, от него ходил прямой транспорт в Лондон, включая известные экипажи, такие, как 'The Mazeppa', который в 1830 году вышел со двора в 5 утра и достиг Риджент-стрит в 8 вечера. Стоимость проезда составляла 15 шиллингов снаружи и 30 шиллингов внутри.
В более современные времена отель был одним из трёх, принадлежавших Trust House Organisation. Он перешёл в частное владение и затем был продан девелоперу, который перестроил здание в квартиры и магазины в 1989 году, после чего переименовал его в 'Beaufort Arms Court'.